# Hohenbergiopsis
Hohenbergiopsis là một chi thực vật có hoa trong họ Bromeliaceae.